# Ковтун, Андрей Григорьевич
Андре́й Григо́рьевич Ко́втун (род. 11 декабря 1962) — российский дипломат. Чрезвычайный и полномочный посланник 1 класса (2012).

## Биография
Окончил МГИМО МИД СССР (1986). На дипломатической работе с 1986 года.
- В 1986—1991 и 1992—1996 годах — сотрудник Генерального консульства СССР и России в Хошимине (Вьетнам).
- В 1996—2000 годах — сотрудник центрального аппарата МИД России.
- В 2000—2004 годах — советник-посланник посольства России в Австралии.
- В 2005—2008 годах — заместитель директора Департамента стран АСЕАН и общеазиатских проблем МИД России.
- С января 2008 по июль 2009 года — заместитель директора Департамента стран Азиатско-Тихоокеанского региона МИД России.
- С 30 июля 2009 по 26 декабря 2014 года— чрезвычайный и полномочный посол России во Вьетнаме[1][2].

## Дипломатический ранг
- Чрезвычайный и полномочный посланник 2 класса (24 октября 2007)[3].
- Чрезвычайный и полномочный посланник 1 класса (10 февраля 2012)[4].

## Награды
- Орден Дружбы (Вьетнам) (2014)[5]